# Liste der grönländischen Justizminister
Die Liste der grönländischen Justizminister listet alle grönländischen Justizminister.
Einen Justizminister gab es erstmals explizit 2003.
| Antritt            | Abgang             | Minister                                          | Leben     | Partei                    | Regierung                                | evtl. übergeordnetes Ministerium |
| ------------------ | ------------------ | ------------------------------------------------- | --------- | ------------------------- | ---------------------------------------- | -------------------------------- |
| 13. September 2003 | 15. April 2005     | Jørgen Wæver Johansen                             | * 1972    | Siumut                    | Enoksen III                              |                                  |
| 15. April 2005     | 1. Dezember 2005   | Tommy Marø                                        | * 1964    | Siumut                    | Enoksen III                              |                                  |
| 1. Dezember 2005   | 18. Juni 2007      | Aleqa Hammond                                     | * 1965    | Siumut                    | Enoksen IV, V                            |                                  |
| 18. Juni 2007      | 12. Juni 2009      | Hans Enoksen                                      | * 1956    | Siumut                    | Enoksen V                                |                                  |
| 12. Juni 2009      | 11. März 2011      | Kuupik Kleist                                     | * 1958    | Inuit Ataqatigiit         | Kleist                                   | Regierungschef                   |
| 11. März 2011      | 5. April 2013      | Anthon Frederiksen                                | * 1953    | Kattusseqatigiit Partiiat | Kleist                                   |                                  |
| 5. April 2013      | 12. Dezember 2014  | Martha Lund Olsen                                 | * 1961    | Siumut                    | Hammond I, Hammond II, Kielsen (interim) |                                  |
| 12. Dezember 2014  | 23. Mai 2016       | Mala Høy Kúko                                     | * 1969    | Atassut                   | Kielsen I                                |                                  |
| 23. Mai 2016       | 27. Oktober 2016   | Martha Lund Olsen                                 | * 1961    | Siumut                    | Kielsen I                                |                                  |
| 27. Oktober 2016   | 15. Mai 2018       | Sara Olsvig                                       | * 1978    | Inuit Ataqatigiit         | Kielsen II                               |                                  |
| 15. Mai 2018       | 10. September 2018 | Anthon Frederiksen                                | * 1953    | Partii Naleraq            | Kielsen III                              |                                  |
| 10. September 2018 | 17. Oktober 2018   | Doris J. Jensen                                   | * 1978    | Siumut                    | Kielsen III, IV                          |                                  |
| 17. Oktober 2018   | 24. Oktober 2018   | Erik Jensen (interim)                             | * 1975    | Siumut                    | Kielsen IV                               |                                  |
| 24. Oktober 2018   | 23. April 2021     | Martha Abelsen                                    | * 1957    | Siumut                    | Kielsen IV, V, VI                        |                                  |
| 23. April 2021     | 18. Juni 2021      | Eqaluk Høegh                                      | * 1991/92 | Inuit Ataqatigiit         | Egede I                                  |                                  |
| 18. Juni 2021      | 5. April 2022      | Naaja H. Nathanielsen (bis zum 6. August interim) | * 1975    | Inuit Ataqatigiit         | Egede I                                  |                                  |
| 5. April 2022      | 5. Juni 2023       | Aqqaluaq B. Egede                                 | * 1981    | Inuit Ataqatigiit         | Egede II                                 |                                  |
| 5. Juni 2023       | amtierend          | Naaja H. Nathanielsen                             | * 1975    | Inuit Ataqatigiit         | Egede II                                 |                                  |